# EURODIF
EURODIF (również: George Besse Enrichment Plant) – zakłady produkcji paliwa jądrowego położone koło miejscowości Tricastin we Francji, obok EJ Tricastin.
Zakłady były wspólnym przedsięwzięciem Francji (nadzór projektu), Belgii, Włoch, Hiszpanii i Szwecję, i miały dostarczać paliwa dla reaktorów w tych krajach (podobnie jak holenderskie Urenco). Dzięki, wówczas najnowszej, technologii dyfuzji gazowej, były w stanie pokryć 1/4 światowego zapotrzebowania na wzbogacony uran. EURODIF formalnie powstał w 1973 roku. Produkcję prowadzono od 1979 do 7 czerwca 2012, kiedy to zaprzestano produkcji paliwa. Funkcję zakładów, których operatorem była Areva, przejęła nowa placówka, George Besse II, która rozpoczęła pracę w kwietniu 2011. EURODIF dostarczał paliwo do ponad 100 reaktorów na świecie, przy wydajności 8 mln SWU.

## Udział Iranu
Mohammad Reza Pahlawi, szach Iranu, w 1974 dofinansował projekt pożyczką 1 mld USD na rzecz Francuskiej Komisji Energii Atomowej, w zamian za dostęp Iranu do 10% produkcji zakładów. Francja i Iran zawiązały joint-venture Sofidif (udziały odpowiednio 60% i 40%), które przejęło udziały w EURODIF od Szwecji (która wycofała się z projektu). W 1977 wyłożył kolejne 180 mln USD na działalność EURODIF. W roku rozpoczęcia produkcji przez zakład wybuchła jednak w Iranie rewolucja islamska. Ajatollah Chomejni nie był zainteresowany energetyką jądrową, więc Iran zerwały porozumienie z EURODIF i zaprzestały dalszych składek na funkcjonowanie przedsiębiorstwa. EURODIF nigdy nie dostarczył żadnego paliwa do Iranu.
W końcu Iran wystąpił z żądaniem zwrotu udzielonej pożyczki 1 mld USD. Francja kontrargumentowała, że Iran winien jest przyobiecane, a nie zapłacone, opłaty za zamówione usługi. W 1991 strony weszły w oficjalny spór sądowy w 1991. Iran wygrał postępowanie i otrzymał 1,6 mld USD zwrotu pożyczki i odsetek. Straty firm francuskich zostały pokryte m.in. przez ubezpieczenie eksportowe. Iran pozostał pośrednim udziałowcem EURODIF poprzez Sofidif, posiadające 25% udziałów w przedsięwzięciu.
Iran, tuż przed wydaniem wyroku a będąc już objętym zachodnimi sankcjami, zmienił zdanie i zażądał od EURODIF wykonania zamówionych dostaw. Francja stała na stanowisku, że kontrakt z Iranem wygasł w 1990, i że kraj jest objęty sankcjami. Dostaw więc nie wykonano, mimo że Iran formalnie nadal był współudziałowcem EURODIF.
Iran do dzisiaj uważa to za dowód, że nie można polegać na zewnętrznych dostawach paliwa jądrowego, i że musi rozwijać własny program wzbogacania uranu. Jest też źródłem niechęci Teheranu do współpracy z Rosją, jako dostawcy paliwa.